# Уряд Тонги
Уряд Тонги — вищий орган виконавчої влади Тонги.

## Голова уряду
- Прем'єр-міністр — Семьюела Акілісі Похіва (англ. Samiuela Akilisi Pohiva).
- Віце-прем'єр-міністр — Сіаосі Совалені (англ. Siaosi Sovaleni).

## Кабінет міністрів
Склад чинного уряду подано станом на 2 грудня 2015 року.
| Логотип | Міністерство                                                                         | Міністр                                           | Фото | Час на посаді | Час на посаді | Партія | Партія | Вебсайт |
| ------- | ------------------------------------------------------------------------------------ | ------------------------------------------------- | ---- | ------------- | ------------- | ------ | ------ | ------- |
|         | Міністерство внутрішніх справ                                                        | Сосефо Феао Ваката (Sosefo Feao Vakata)           |      |               |               |        |        |         |
|         | Міністерство державних підприємств                                                   | Поасі Матаеле Теї (Poasi Mataele Tei)             |      |               |               |        |        |         |
|         | Міністерство доходів і митниці                                                       | Тевіта Лавемаау (Tevita Lavemaau)                 |      |               |               |        |        |         |
|         | Міністерство енергетики і екології                                                   | Сіаосі Совалені (Siaosi Sovaleni)                 |      |               |               |        |        |         |
|         | Міністерство земель, навколишнього середовища, кліматичних змін і природних ресурсів | Маафу Тукуїаулахі (Ma'afu Tukui'aulahi)           |      |               |               |        |        |         |
|         | Міністерство закордонних справ і торгівлі                                            | Семьюела Акілісі Похіва (Samiuela Akilisi Pohiva) |      |               |               |        |        |         |
|         | Міністерство інформації та зв'язку                                                   | Сіаосі Совалені (Siaosi Sovaleni)                 |      |               |               |        |        |         |
|         | Міністерство інфраструктури                                                          | Етуате Сунгалу Лавулаву (Etuate Sungalu Lavulavu) |      |               |               |        |        |         |
|         | Міністерство комерції, туризму та праці                                              | Похіва Туїонетоа (Pohiva Tuionetoa)               |      |               |               |        |        |         |
|         | Міністерство оборони                                                                 | Маафу Тукуїаулахі (Ma'afu Tukui'aulahi)           |      |               |               |        |        |         |
|         | Міністерство освіти                                                                  | Семьюела Акілісі Похіва (Samiuela Akilisi Pohiva) |      |               |               |        |        |         |
|         | Міністерство охорони здоров'я                                                        | Саія Мау Піукала (Saia Mau PIUKALA)               |      |               |               |        |        |         |
|         | Міністерство поліції, пожежної та пенітенціарної служб                               | Похіва Туїонетоа (Pohiva Tuionetoa)               |      |               |               |        |        |         |
|         | Міністерство сільського, лісового і рибного господарства, продовольства              | Семісі Факахау (Semisi Fakahau)                   |      |               |               |        |        |         |
|         | Міністерство фінансів і національного планування                                     | Айсаке Валу Еке (Aisake Valu Eke)                 |      |               |               |        |        |         |
|         | Міністерство юстиції                                                                 | Сіоне Вуна Фаотусіа (Sione Vuna Faotusia)         |      |               |               |        |        |         |